# Antonimina
Antonimina è un comune italiano di 1 160 abitanti della città metropolitana di Reggio Calabria in Calabria.
La fondazione del paese risale al 1400 circa e riveste una certa importanza per le sorgenti di acque clorurate, largamente utilizzate presso le omonime Terme a scopi curativi. 

## Geografia fisica
Il territorio del comune si inserisce nel Parco nazionale dell'Aspromonte.
Il rilievo montuoso più in evidenza è il monte San Pietro, chiamato anche Tre Pizzi per le caratteristiche tre guglie. Misura 708 m s.l.m..
Giacimenti di lignite picea e di solfato di bario si trovano in località Saramico. In passato furono oggetto di attività estrattiva.
Sono presenti sorgenti termali, utilizzate nel locale stabilimento idroterapico.

## Storia

### Simboli
Lo stemma e il gonfalone sono stati concessi con decreto del presidente della Repubblica del 29 luglio 1993.
Il gonfalone è un drappo troncato di bianco e di azzurro.

## Società

### Evoluzione demografica
Abitanti censiti

## Infrastrutture e trasporti
Antonimina è attraversata dalla strada provinciale 80.

## Amministrazione
| Periodo        | Periodo        | Primo cittadino  | Partito                     | Carica  | Note        |
| -------------- | -------------- | ---------------- | --------------------------- | ------- | ----------- |
| 6 ottobre 1986 | 27 maggio 1989 | Giuseppe Barbaro | Democrazia Cristiana        | Sindaco | [ 6 ]       |
| 3 luglio 1989  | 13 giugno 1994 | Bruno Pelle      | Partito Socialista Italiano | Sindaco | [ 7 ] [ 8 ] |
| 20 luglio 1994 | 25 maggio 1998 | Antonio Condelli | Lista civica                | Sindaco | [ 9 ]       |
| 25 maggio 1998 | 28 maggio 2002 | Roberto Maio     | Lista civica                | Sindaco | [ 10 ]      |
| 28 maggio 2002 | 29 maggio 2007 | Antonio Condelli | Lista civica                | Sindaco | [ 11 ]      |
| 29 maggio 2007 | 7 maggio 2012  | Luciano Pelle    | Lista civica                | Sindaco | [ 12 ]      |
| 7 maggio 2012  | 12 giugno 2017 | Antonio Condelli | Lista civica                | Sindaco | [ 14 ]      |
| 12 giugno 2017 | 13 giugno 2022 | Luciano Pelle    | Lista civica                | Sindaco | [ 16 ]      |
| 13 giugno 2022 | in carica      | Giuseppe Murdaca | Lista civica                | Sindaco | [ 18 ]      |

## Sport
Ha sede nel Comune la società di calcio G.S. Antonimina, che ha disputato campionati dilettantistici regionali.